# Цимодоцеевые
Цимодоце́евые (лат. Cymodoceáceae) — семейство цветковых растений, состоящее из пяти родов и около пятнадцати видов; близко к дзанникеллиевым и нередко объединяется с ними. Однако, в отличие от дзанникеллиевых, обитающих в пресных или слабо солоноватых водоёмах, цимодоцеевые встречаются только в водах морей и океанов и, наряду со взморниковыми, посидониевыми и некоторыми родами семейства Водокрасовые, принадлежат к так называемым «морским травам», напоминающим по облику скорее водоросли, чем цветковые растения.

## Роды
По информации базы данных The Plant List (на июль 2016) семейство включает 5 родов и 16 видов:
- Amphibolis C.Agardh — Амфиболис — включает 2 вида
- Cymodocea K.D.Koenig typus[2] — Цимодоцея — включает 4 вида
- Halodule Endl. — Галодула — включает 6 видов
- Syringodium Kütz. — включает 2 вида
- Thalassodendron Hartog — Талассодендрон — включает 2 вида